# Marika Dominczyk
Marika Dominczyk (Kielce, 7 juli 1980) is een Poolse/Amerikaanse actrice.

## Biografie
Dominczyk is een dochter van een voormalige leider van de Poolse vakbond Solidarność, en heeft twee zussen. Op driejarige leeftijd emigreerde zij met haar familie naar de borough Brooklyn van New York.
Dominczyk trouwde op 5 juni 2007 met Scott Foley, met wie zij drie kinderen heeft.

## Filmografie

### Films
- 2014 Let's Kill Ward's Wife - als Amanda
- 2009 I Hope They Serve Beer in Hell – als Lara
- 2008 Who Do You Love – als Revetta Chess
- 2008 Get Smart's Bruce and Lloyd: Out of Control – als Isabella
- 2007 Bag Boy – als Bambi Strasinsky
- 2007 Manchild – als Tiffany
- 2005 The 40 Year Old Virgin – als Bernadette
- 2005 Halley's Comet – als Mattea
- 2005 Confessions of a Dog – als Brunette
- 2004 Invitation to a Suicide – als vrouw in Manhattan
- 2002 Porn 'n Chicken – als Tatiana
- 2001 3 A.M. – als Cathy

### Televisieseries
Uitgezonderd eenmalige gastrollen.
- 2022 Barry - als Ana - 2 afl.
- 2019 Whiskey Cavalier - als Martyna 'Tyna' Marek - 6 afl.
- 2016 - 2017 Grey's Anatomy - als dr. Eliza Minnick - 11 afl.
- 2006 – 2011 Brothers & Sisters – als Tyler Altamirano – 10 afl.
- 2006 Heist – als Lola – 7 afl.
- 2004 North Shore – als Erika – 6 afl.
- 2004 The Help – als Anna de kinderjuf – 7 afl.
- 2002 Witchblade – als Christina – 2 afl.